# 2020 في لبنان
أحداث العام 2020 في لبنان.

## الحكم
- الرئيس : ميشال عون
- رئيس الوزراء : سعد الحريري (حتى 21 كانون الثاني)، حسان دياب (من 21 كانون الثاني).

## الأحداث

### كانون الثاني
- 14 كانون الثاني -: استئناف الاحتجاجات اللبنانية بعد أسابيع من الهدوء.[1]
- 21 كانون الثاني - تشكيل حكومة جديدة بعد شهور من عدمها.[2]

### شباط
- 21 شباط - تم تأكيد أول حالة إصابة بفيروس كوفيد -19 في لبنان في بيروت.[3]
- 28 شباط - حظر لبنان جميع سفر غير المقيمين جواً أو بحراً أو براً من البلدان الأكثر تضرراً من تفشي كوفيد -19 . صنفت وزارة الأشغال العامة الصين وكوريا الجنوبية وإيران وإيطاليا على أنها دول متأثرة.[4]

### آذار
- 10 آذار - تم تسجيل أول حالة وفاة بكوفيد -19.[5]

### نيسان
- 21 نيسان - هجوم بعقلين - قتل تسعة اشخاص بسكين ومسدس في بعقلين.[6]

### تموز
- 27 تموز - وقع تبادل لإطلاق النار بين جنود إسرائيليين وأربعة من أعضاء حزب الله.[7][8][9][10]

### آب
- 4 آب - انفجارات بيروت - انفجار في مرفأ بيروت قتل 203 اشخاص.[11]
- 5 آب - أعلنت الحكومة حالة الطوارئ لمدة أسبوعين عقب التفجيرات.[12]
- 9 آب - دعا المتظاهرون في لبنان الحكومة إلى إنهاء الإهمال الذي تسبب في انفجار 4 أغسطس.[13]
- 10 آب - أعلن رئيس الوزراء حسان دياب استقالته ومجلس وزرائه بالكامل بعد الغضب من تفجيرات بيروت.[14]
- 27 آب - قتل شخصان وأصيب ما لا يقل عن عشرة في اشتباكات بين حزب الله وأعضاء عشائر في خلدة.[15]

### تشرين الأول
- 9 تشرين الأول - انفجار صهريج وقود، مما أسفر عن مقتل أربعة أشخاص على الأقل وإصابة ثلاثين. وقع الانفجار بعد أن اشتعلت النيران بالدبابة في منطقة طريق الجديدة.[16]
- 14 تشرين الأول - أطلق وفد برئاسة العميد بسام ياسين محادثات مع إسرائيل بتيسير من الأمم المتحدة والولايات المتحدة بشأن الحدود البحرية المتنازع عليها.[17]

### تشرين الثاني
- 21 تشرين الثاني - هروب من سجن بعبدا - فر 69 نزيلا من سجن بعبدا.[18]

### كانون الأول
- 2 كانون الأول - في المؤتمر الدولي لدعم الشعب اللبناني، أطلقت الأمم المتحدة والبنك الدولي والاتحاد الأوروبي إطار عمل الإصلاح والإنعاش وإعادة الإعمار. يركز الإطار 3RF على إعادة بناء بيروت وتقديم الإصلاحات الأساسية التي تعالج الأسباب الجذرية للأزمة.[19]
- 11 كانون الأول - المحكمة الخاصة بلبنان التي تدعمها الأمم المتحدة حكمت على سليم جميل عياش مقاتل حزب الله بخمسة أحكام بالسجن مدى الحياة. ومع ذلك، لا يزال عياش طليقا.[20]

## الوفيات

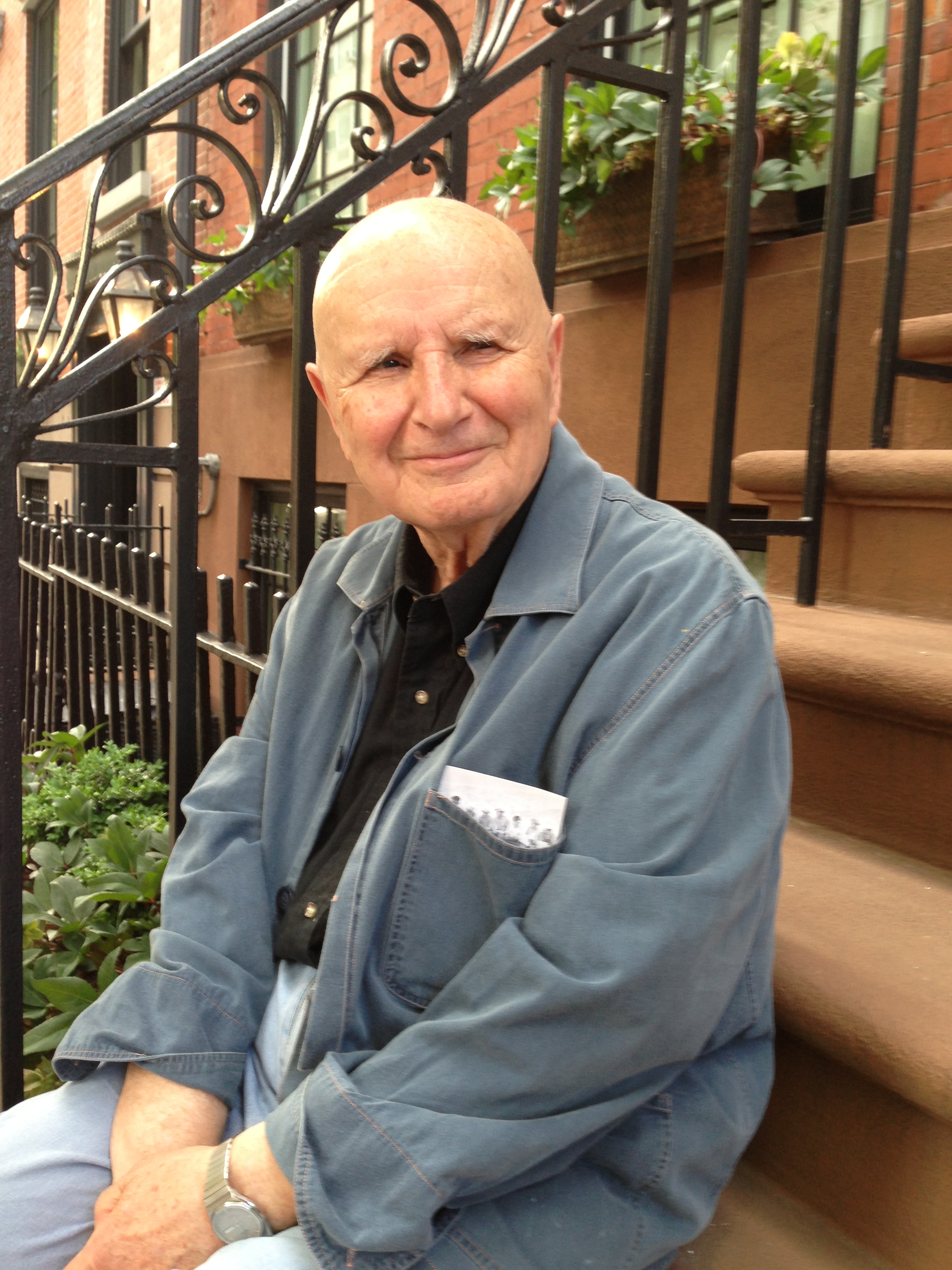
صلاح ستيتية

- 2 كانون الثاني- نجوى قاسم، صحفية ومقدمة برامج تلفزيونية (مواليد 1967).[21]
- 4 نيسان - محمد علي يونس، جاسوس، رئيس وحدة مكافحة التجسس في حزب الله.[22]
- 19 أيار - صلاح ستيتية، كاتب وشاعر (مواليد 1929).[23]
- 3 حزيران- محسن إبراهيم سياسي (مواليد 1935).[24]
- 9 حزيران - جوزيف محسن بشارة، المارونية الكاثوليكية دينى، رئيس أساقفة قبرص و انطلياس (مواليد 1935).[25]
- 5 تموز- أحمد كرامي سياسي (مواليد 1944).[26]
- 27 تموز - خليل طه، مصارع (مواليد 1932).[27]
- 31 تموز- جوسلين خويري، مناضلة وناشطة (مواليد 1955).[28]
- 4 آب- نزار نجاريان سياسي وأمين عام حزب الكتائب (مواليد 1959) [29]
- 6 أيلول - ليفون ألتونيان، لاعب كرة قدم ( مواليد 1936).[30]